# Nasoona
Nasoona Locket, 1982 è un genere di ragni appartenente alla famiglia Linyphiidae.

## Distribuzione
Le sette specie oggi attribuite a questo genere sono state rinvenute in Asia orientale, sudorientale e America meridionale: la specie dall'areale più vasto è la N. crucifera reperita in alcune località della Cina, del Myanmar e del Vietnam.

## Tassonomia
Le caratteristiche di questo genere sono state ricavate analizzando gli esemplari di N. prominula Locket, 1982.
Viene comunque considerato sinonimo anteriore di Chaetophyma Millidge, 1991, a seguito di uno studio degli esemplari di Oedothorax coronatus (Simon, 1884) effettuato dallo stesso Millidge nel 1995.
A dicembre 2011, si compone di sette specie:
- Nasoona chrysanthusi Locket, 1982 — Malaysia, Singapore
- Nasoona coronata (Simon, 1894) — Venezuela
- Nasoona crucifera (Thorell, 1895) — Cina, Myanmar, Vietnam
- Nasoona locketi Millidge, 1995 — Krakatoa
- Nasoona nigromaculata Gao, Fei & Xing, 1996 — Cina
- Nasoona prominula Locket, 1982[3] — Malaysia
- Nasoona silvestris Millidge, 1995 — Indonesia

### Sinonimi
- Nasoona bivittata (Simon, 1909); esemplari trasferiti qui dal genere Trematocephalus Dahl, 1886, sono stati riconosciuti sinonimi di N. crucifera (Thorell, 1895) a seguito di un lavoro degli aracnologi Tu & Li del 2004 sotto la vecchia denominazione Nasoona eustylis[1].
- Nasoona eustylis (Simon, 1909); esemplari posti in sinonimia con N. crucifera (Thorell, 1895) a seguito di un recente studio di Tanasevitch del 2010[1].
- Nasoona gibbicervix (Thorell, 1898); esemplari trasferiti qui dal genere Erigone Audouin e posti in sinonimia con N. crucifera (Thorell, 1895) a seguito di un recente studio di Tanasevitch del 2010[1].
- Nasoona occipitalis (Thorell, 1895); esemplari trasferiti qui dal genere Erigone e posti in sinonimia con N. crucifera (Thorell, 1895) a seguito di un recente studio di Tanasevitch del 2010[1].